# Deaver
Deaver è un centro abitato (town) degli Stati Uniti d'America, situato nella Contea di Big Horn dello Stato del Wyoming. Nel censimento del 2000 la popolazione era di 177 abitanti.

## Geografia fisica
Secondo i rilevamenti dell'United States Census Bureau, la località di Deaver si estende su una superficie di 2,6 km², tutti occupati da terre.

## Popolazione
Secondo il censimento del 2000, a Deaver vivevano 177 persone, ed erano presenti 44 gruppi familiari. La densità di popolazione era di 67 ab./km². Nel territorio comunale si trovavano 80 unità edificate. Per quanto riguarda la composizione etnica degli abitanti, il 94,92% era bianco, l'1,13% era nativo, il 2,82% apparteneva a due o più razze e l'1,13% a due o più. La popolazione di ogni razza ispanica corrispondeva all'8,47% degli abitanti.
Per quanto riguarda la suddivisione della popolazione in fasce d'età, il 35,0% era al di sotto dei 18, il 6,8% fra i 18 e i 24, il 32,2% fra i 25 e i 44, il 17,5% fra i 45 e i 64, mentre infine l'8,5% era al di sopra dei 65 anni di età. L'età media della popolazione era di 30 anni. Per ogni 100 donne residenti vivevano 110,7 maschi.